# .me
me. هو امتداد خاص بالعناوين الإلكترونية (نطاق) domain للمواقع التي تنتمي للجبل الأسود. حل هذا النطاق محل النطاق .yu الخاص بدولة يوغوسلافيا والنطاق .cg.yu الخاص بدولة صربيا والجبل الأسود.